# Балтийский завод
«Балти́йский заво́д», акционе́рное о́бщество — судостроительное предприятие в Санкт-Петербурге. Является частью Объединённой судостроительной корпорации.
Из-за вторжения России на Украину завод находится под санкциями всех стран Евросоюза, США и некоторых других стран.

## История

### Основание Балтийского завода

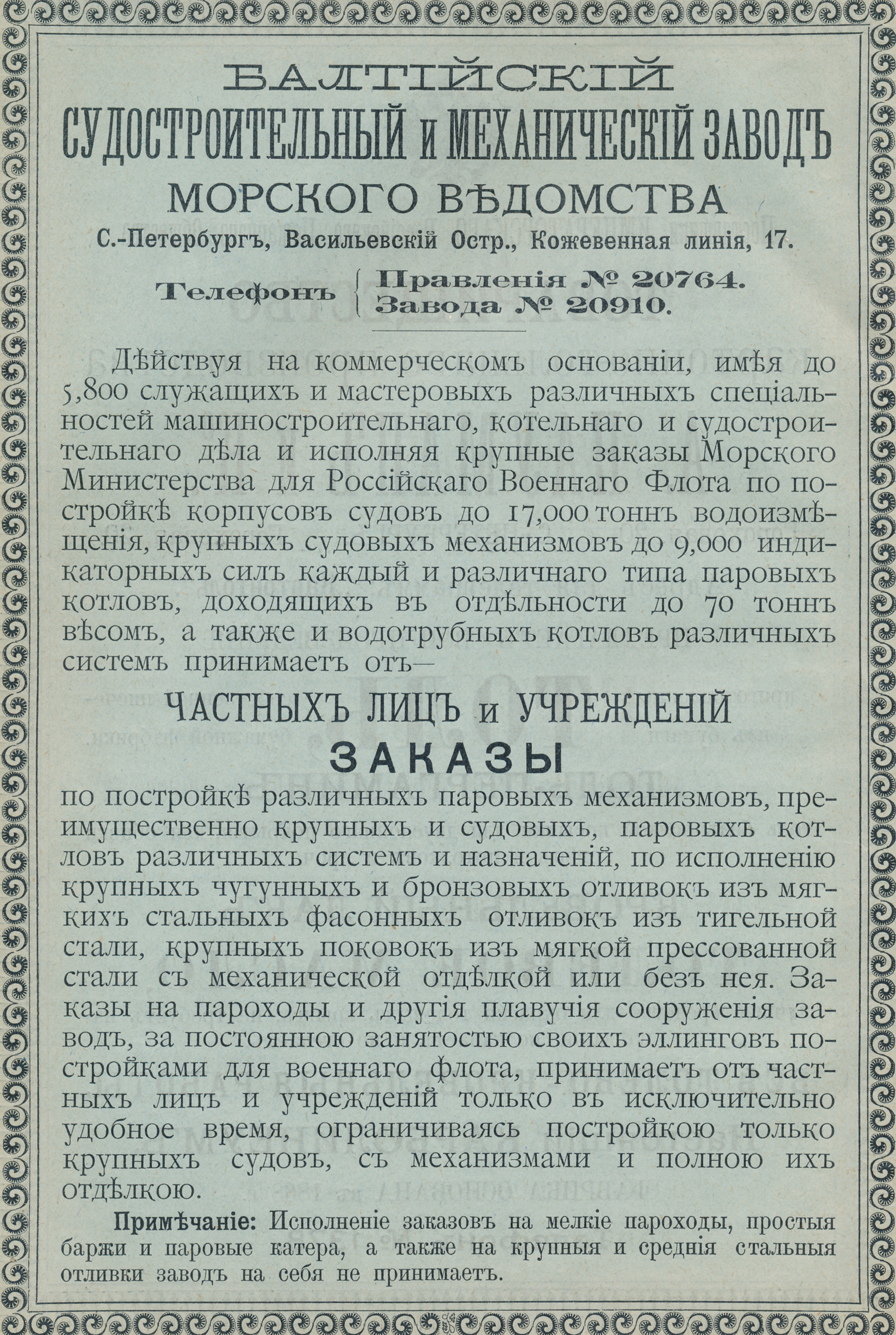
Реклама Балтийского завода, 1907 год.

Завод был основан 26 (13) мая 1856 года как частное предприятие петербургского купца 1-й гильдии Матвея Егоровича Карра и инженера-судостроителя Марка Львовича Макферсона, в качестве совместного корабельного, литейного, механического и судостроительного завода на юго-западном побережье Васильевского острова. В 1860 году ими был приобретен участок за Кожевенной линией, где построена железопрокатная мастерская, а на берегу построен эллинг. Предприятие получило название «Балтийский литейный, механический и строительный завод в Чекушах» или «Балтийский железоделательный и механический завод Карра и Макферсона». К 1873 году на заводе были выпущены 20 буксиров, несколько пассажирских пароходов, две паровые яхты и свыше десяти крупных судов по заказу Морского министерства, однако из-за многочисленных долгов компаньонам пришлось продать завод.
В марте 1874 года завод перешёл во владение английского акционерного общества «The Baltic iron ship building and engineering company limited», которое в 1877 году было преобразовано в «Русское акционерное Балтийское железоделательное судостроительное и механическое общество». Для перемещения крупногабаритных и тяжеловесных деталей на заводе прокладывается железная дорога. В 1877—1894 годах под управлением талантливого администратора, капитан-лейтенанта Михаила Кази, предприятие достигло по производительности и размерам крупные заграничные заводы и называлось «Балтийским железоделательным судостроительным и механическим заводом». В 1894 году завод поступил в собственность Морского министерства.
К этому моменту завод имел 4 стапеля для постройки судов и был оборудован всеми мастерскими для постройки котлов, машин и внутреннего устройства судов. Один из стапелей — самый большой в России (длиной 167,5, шириной 33 метра). Для погрузки на суда орудий, башенных установок, брони, машин и котлов на заводе имелся большой береговой кран-тренога в 100 тонн подъемной силы и выстроенный самим заводом плавучий кран самой большой в России подъемной силы, в 260 тонн. Во время интенсивных построек судов на заводе работало свыше 7000 человек, не считая поденных чернорабочих, нанимаемых ежедневно для такелажных работ. Для окончания строительством изготовленных заводом больших военных кораблей имелось подразделение в Кронштадте, куда корабли переходили для производства приемных испытаний механизмов и передачи в казну. Как большие линейные корабли, так и подводные лодки изготовлялись заводом почти полностью; исключение составляли артиллерийские и минные установки, динамомашины, броня и башни. Актив завода на 1 января 1907 года составлял 53 млн рублей.
Корабли, спущенные со стапелей Балтийского завода, принимали непосредственное участие в Русско-японской войне и Первой мировой войне.
Во время русско-японской войны завод отрядил в Порт-Артур отряд рабочих, которые во время боевых действий занимались ремонтом поврежденных японцами судов. В 1901 году Николай Кутейников участвует в постройке опытного образца подводной лодки «Пётр Кошка». В начале XX века на заводе начинается серийное производство подводных лодок. В 1906 году на заводе был создан «Отдел подводного плавания», или сокращённо «Отдел Подплава», во главе с Иваном Бубновым. В состав отдела Подплава входили: техническое бюро, мастера строители и мастерские по сборке подводных лодок. Отдел Подплава занимался строительством и ремонтом подводных лодок и просуществовал до 1924 года.

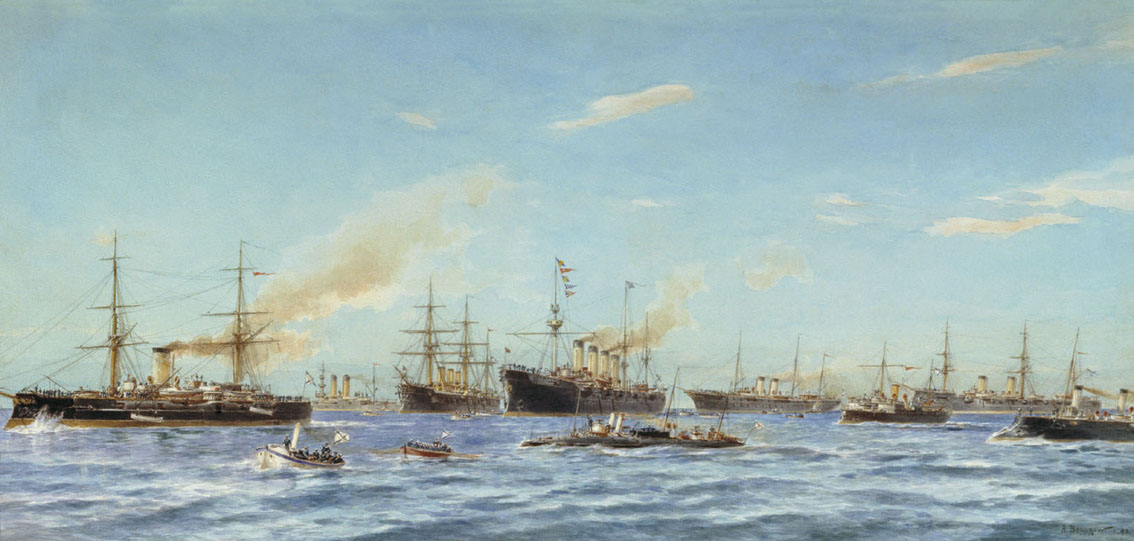
Корабли, построенные в 1883—1896 годах на Балтийском судостроительном и Механическом заводе в Санкт-Петербурге
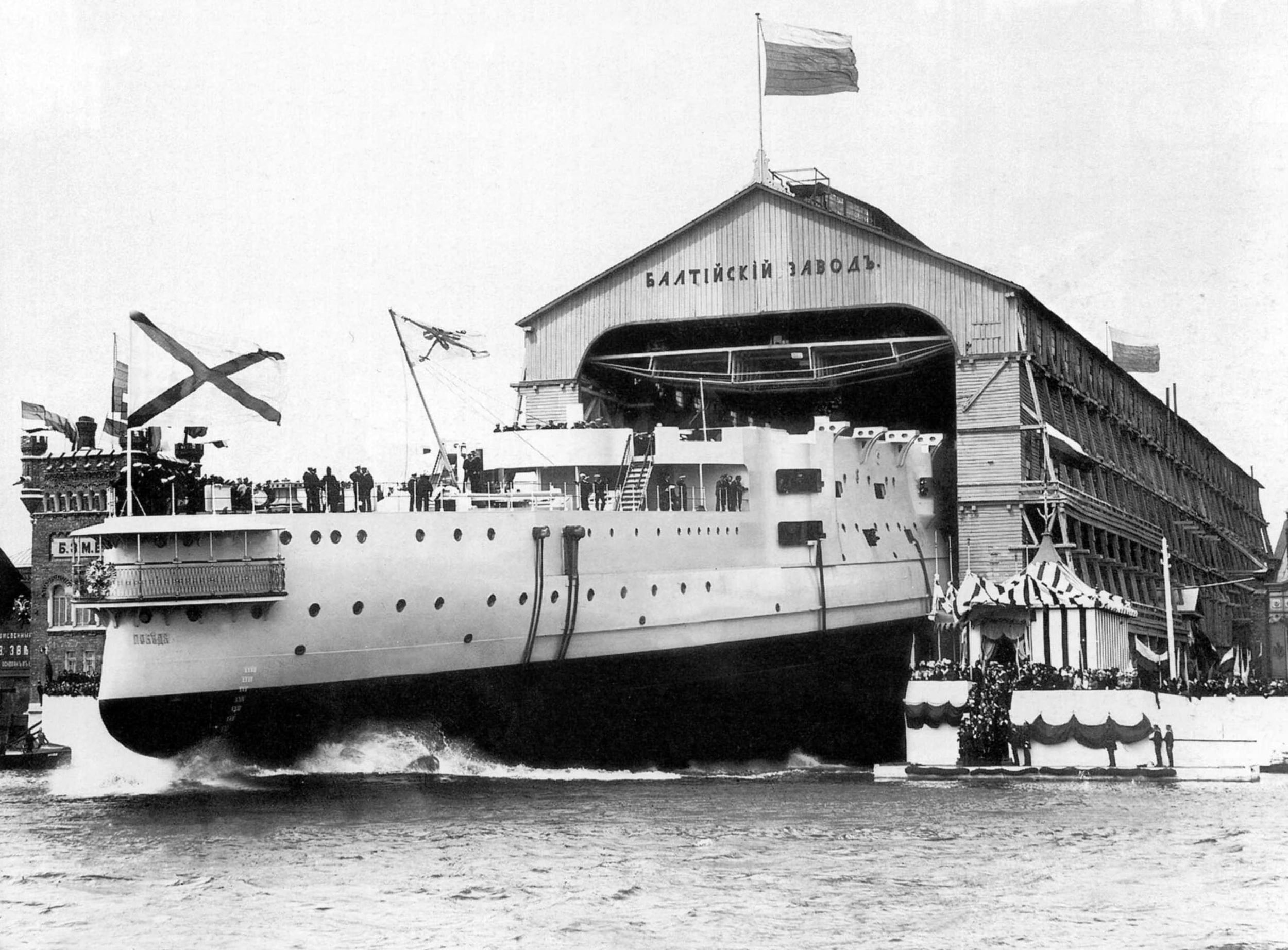
Спуск на воду броненосца Победа, 1900 год
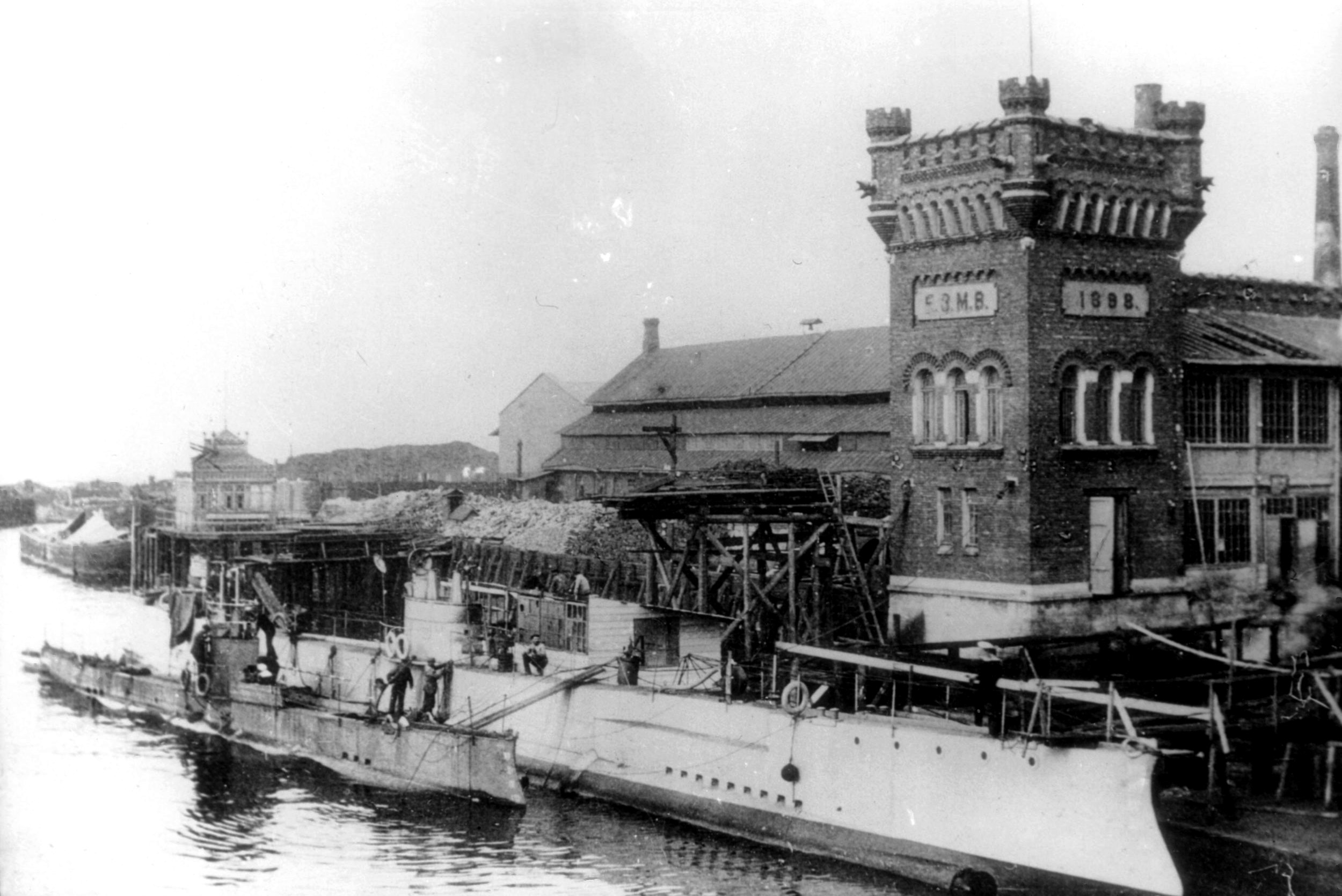
Минога и Акула у Балтийского завода

| Судостроение в Российской империи                                 | Судостроение в Российской империи                   | Судостроение в Российской империи | Судостроение в Российской империи | Судостроение в Российской империи |
| Название корабля                                                  | Класс корабля                                       | Год закладки                      | Изготовитель                      | Примечания |
| ----------------------------------------------------------------- | --------------------------------------------------- | --------------------------------- | --------------------------------- | --- |
| Опыт                                                              | канонерская лодка                                   | 1861                              | Х. В. Прохоров                    | Длина 37,6 метра, водоизмещение 270 тонн. Первый российский корабль с металлическим корпусом. |
| подводная лодка Александровского                                  | подводная лодка                                     | 1863                              | И. Ф. Александровский             | Длина 33 метра, водоизмещение 362 тонны. Первая российская подводная лодка с механическим двигателем. |
| Латник                                                            | броненосные башенные лодки типа «Ураган»            | 1863                              | Н. Г. Коршиков                    | Длина 61,3 метра, водоизмещение 1432 тонны |
| Броненосец                                                        | броненосные башенные лодки типа «Ураган»            | 1863                              | Н. Г. Коршиков                    | Длина 61,3 метра, водоизмещение 1432 тонны |
| Адмирал Лазарев                                                   | броненосец береговой обороны                        | 1867                              | Н. Г. Коршиков                    | Длина 79,9 метров, водоизмещение 3943 тонны |
| Герцог Эдинбургский                                               | броненосный крейсер                                 | 1870                              | Н. Е. Кутейников                  | Длина 87 метров, водоизмещение 4603 тонны |
| Владимир Мономах                                                  | броненосный крейсер                                 | 1881                              | Н. А. Самойлов                    | Длина 90,3 метра, водоизмещение 5593 тонны. Погиб в Цусимском сражении. |
| Адмирал Нахимов                                                   | броненосный крейсер                                 | 1884                              | Н. А. Самойлов                    | Длина 101,3 метра, водоизмещение 8473 тонны. Погиб в Цусимском сражении. |
| Котлин                                                            | миноносец тип «Котлин»                              | 1884                              | Н. Е. Титов                       | Длина 38,8 метра, водоизмещение 67,3 тонны. |
| Лейтенант Ильин                                                   | минный крейсер                                      | 1885                              | Н. Е. Титов                       | Длина 71,4 метра, водоизмещение 604 / 714 тонн |
| Память Азова                                                      | броненосный крейсер                                 | 1886                              | Н. Е. Титов                       | Длина 117,4 метра, водоизмещение 6674 тонны |
| Рюрик                                                             | броненосный крейсер                                 | 1890                              | Н. Е. Родионов                    | Длина 126 метров, водоизмещение 10993 / 11960 тонн. Участвовал в морском сражении в Корейском проливе, в ходе которого погиб.                                                                                  |
| Отважный                                                          | канонерская лодка                                   | 1890                              |                                   | Длина 72,2 метра, водоизмещение 1717 тонн |
| Адмирал Ушаков                                                    | броненосцы береговой обороны типа «Адмирал Сенявин» | 1892                              | М. К. Яковлев                     | Длина 84,8 метра, водоизмещение 4594 тонны |
| Россия                                                            | броненосный крейсер                                 | 1893                              | А. И. Моисеев                     | Длина 144,2 метра, водоизмещение 12130 тонн. Участвовал в морском сражении в Корейском проливе. |
| Пересвет                                                          | броненосцы типа «Пересвет»                          | 1895                              | В. Х. Оффенберг                   | Длина 132,4 метра, водоизмещение 13810 / 14790 тонн. В Порт-Артуре затоплен экипажем на мелководье и был захвачен японцами. Позже был выкуплен и вернулся в строй, погиб от подрыва на мине в конце 1916 года. |
| Победа                                                            | броненосцы типа «Пересвет»                          | 1898                              | В. Х. Оффенберг                   | Длина 132,4 метра, водоизмещение 13320 тонн. В ходе русско-японской войны сел на грунт в Порт-Артуре и был захвачен японцами.                                                                                  |
| Громобой                                                          | броненосный крейсер                                 | 1898                              |                                   | Длина 146,6 метров, водоизмещение 12455 тонн. Участвовал в морском сражении в Корейском проливе. |
| Амур                                                              | минный заградитель                                  | 1898                              |                                   | Длина 92 метра, водоизмещение 2498 тонн. На его минном заграждении подорвались и погибли японские броненосцы Хацусэ и Ясима                                                                                    |
| Император Александр III                                           | броненосцы типа «Бородино»                          | 1900                              | В. Х. Оффенберг                   | Длина 118,7 метров. водоизмещение 14181 тонна. Погиб в Цусимском сражении. |
| Князь Суворов                                                     | броненосцы типа «Бородино»                          | 1901                              | К. Я. Аверин                      | Длина 118,7 метров, водоизмещение 15275 тонн. Погиб в Цусимском сражении. |
| Дельфин                                                           | подводная лодка                                     | 1901                              | И. Г. Бубнов                      | Длина 20 метров, водоизмещение 113 / 135,5 тонн. Первая российская подводная лодка зачисленная в Российский императорский флот.                                                                                |
| Алмаз                                                             | крейсерская яхта                                    | 1902                              | А. И. Моисеев                     | Длина 111,4 метра, водоизмещение 3285 тонн. Участвовал в Цусимском сражении |
| Слава                                                             | броненосцы типа «Бородино»                          | 1903                              |                                   | Длина 121 метр, водоизмещение 14646 тонн / 15520 тонн. Участвовал в Первой мировой войне, затоплен экипажем в ходе Моонзундского сражения                                                                      |
| Касатка Фельдмаршал граф Шереметев Макрель Окунь Налим Скат       | подводные лодки типа «Касатка»                      | 1904                              | И. Г. Бубнов                      | Длина 33,5 метра, водоизмещение 140 / 175 тонн |
| Император Павел I                                                 | броненосец                                          | 1905                              | В. Х. Оффенберг                   | Длина 140 метров, водоизмещение 18590 тонн |
| Енисей                                                            | минный заградитель                                  | 1905                              | К. Я. Аверин                      | Длина 99 метров, водоизмещение 3200 тонн |
| Амур                                                              | минный заградитель                                  | 1906                              | К. Я. Аверин                      | Длина 99 метров, водоизмещение 3200 тонн |
| Минога                                                            | подводная лодка                                     | 1906                              | И. Г. Бубнов                      | Длина 32,6 метра, водоизмещение 123 / 152 тонны |
| Акула                                                             | подводная лодка                                     | 1906                              | И. Г. Бубнов                      | Длина 56 метров, водоизмещение 370 / 475 тонн |
| «Шквал» «Шторм» «Смерч» «Гроза» «Вихрь» «Тайфун» «Вьюга» «Ураган» | мониторы типа «Шквал»                               | 1907                              | П. Е. Беляев Н. Н. Кутейников     | Длина 71 метр, водоизмещение 976 тонн |
| Севастополь                                                       | линкор                                              | 1909                              | Н. Н. Кутейников                  | Длина 181,2 метра, водоизмещение 23300 / 26900 тонн. Участвовал в обороне Севастополя |
| Петропавловск                                                     | линкор                                              | 1909                              | В. В. Константинов                | Длина 185 метров, водоизмещение 23288 / 26900 тонн. Участвовал в обороне Ленинграда |
| Измаил Кинбурн                                                    | линейный крейсер                                    | 1912                              | И. И. Бобров П. Е. Беляев         | Длина 223,8 метра. После революции 1917 года строительство кораблей было прекращено. |
| Профинтерн                                                        | лёгкие крейсера типа «Светлана»                     | 1913                              |                                   | Длина 158,4 метра, водоизмещение 6839 / 7999 тонн. После революции 1917 года отбуксирован из Ревеля и в 1924—1926 годах достраивался на Балтийском заводе                                                      |
| Барс Гепард Вепрь Волк Единорог Змея Угорь Ёрш                    | подводные лодки типа «Барс»                         | 1913 — 1915                       | И. Г. Бубнов                      | Длина 68 метров, водоизмещение 650 / 780 тонн |

### Балтийский завод периода СССР
После революции отечественное судостроение испытывало серьёзный кризис. Ситуация достигла своего предела в начале 1920-х, когда под юрисдикцию Балтийского завода были переданы Адмиралтейские верфи. С 1921 и до конца 1925 года это отделение стало отдельным предприятием под названием «Судостроительный завод имени Андре Марти».
В 1926 году распоряжением директора завода № 19962/А от 01.11.1926 было создано новое Техническое бюро № 4, которое занималось проектированием и строительством советских дизельных подводных лодок. В связи с неудачами, связанными с проектированием первой советской подводной лодки «Декабрист», в 1930 году ОГПУ при ЛВО организовало на территории завода Особое техническое бюро (ОТБ) при полномочном представительстве ОГПУ в ЛВО. В 1931 году на территории завода был организован III отдел хозрасчётного Центрального конструкторского бюро по специальному судостроению (ЦКБС), который занимался подводными лодками и в него полностью входило Техническое бюро № 4. ЦКБС состояло из трёх отделов, подчинявшийся правлению «Союзверфи». I отдел — кораблестроительный (начальник — А. И. Маслов) и II — отдел механический (начальник — А. В. Сперанский) располагались в главном здании Северной верфи на 4-м и 3-м этажах. В апреле 1931 года III отдел ЦКБС и ОТБ ПП ОГПУ в ЛВО были объединены в Особое конструкторское техническое бюро № 2 (ОКТБ № 2).
17 июня 1929 года на Балтийском заводе в Ленинграде был заложен головной пароход серии «Анадырь» специально для плавания на Дальнем Востоке. Всего было построено 10 судов этой серии.

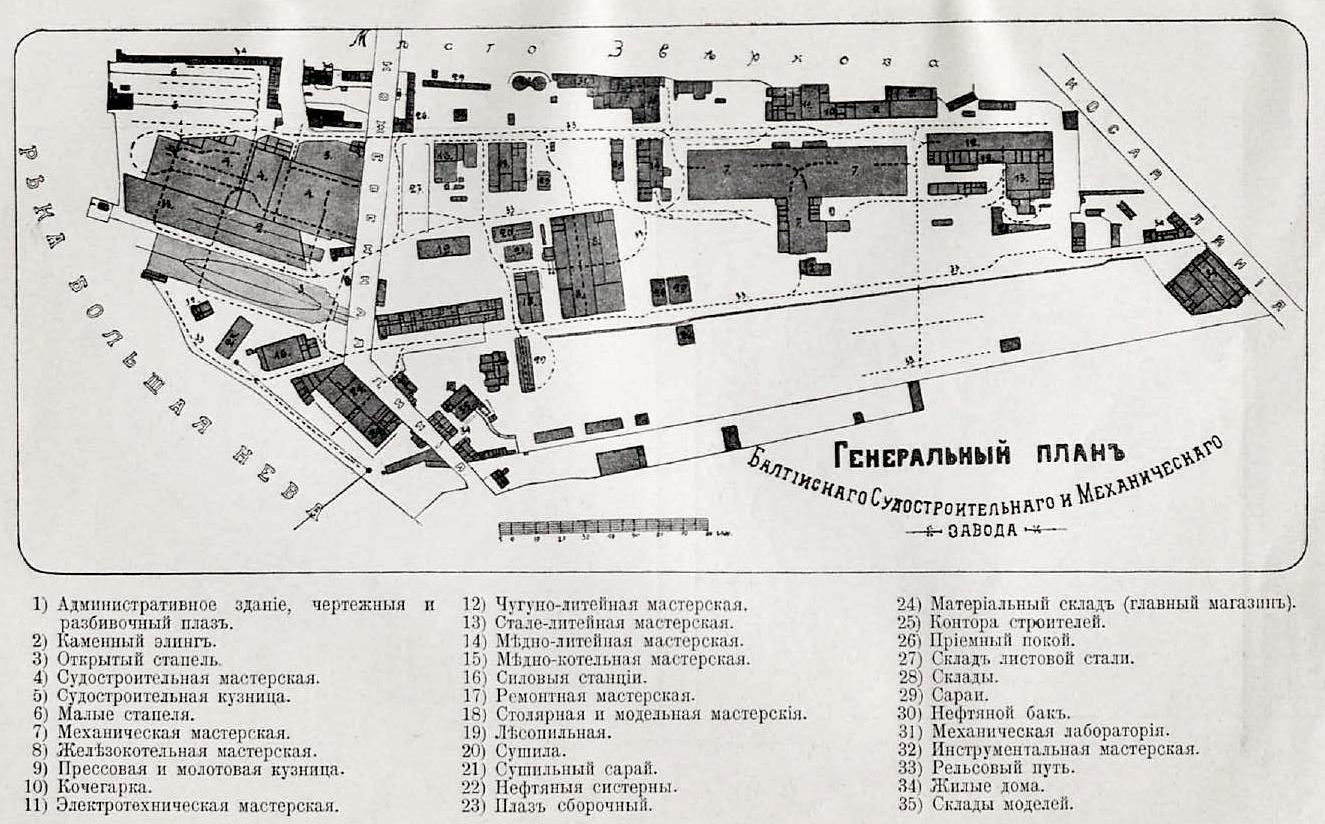
Рисунок из статьи «Балтийский судостроительный и механический завод морского ведомства»
(«Военная энциклопедия Сытина»)

В 1932 году ОКТБ № 2 было реорганизовано в Центральное конструкторское бюро специального (подводного) судостроения № 2 (ЦКБС № 2) — самостоятельную хозяйственную организацию с подчинением правлению «Союзверфи». Через три года в октябре 1935 года ЦКБС-2 вернулось в подчинение Балтийского завода, а в январе 1937 года по приказу Народного Комиссариата Оборонной промышленности (НКОП) СССР № 06 от 30.12.1936 поменяло название на Центральное конструкторское бюро № 18 (ЦКБ-18) под управлением Балтийского завода.
1 апреля 1938 года ЦКБ-18 (ЦКБ МТ «Рубин») получило полную хозяйственную самостоятельность со своим уставом производственного предприятия с подчинением II-му Главному Управлению НКОП. Первым начальником ЦКБ-18 стал Г. В. Орлов. Именно с 1 апреля 1938 года юридически было оформлено рождение новой самостоятельной организации ЦКБ-18 (ЦКБ МТ «Рубин»), которая занималась полным циклом проектирования дизель-электрических подводных лодок. До 1938 года в Императорской России и Советском Союзе не было юридически самостоятельных проектных организаций по подводным лодкам.
Конструкторское бюро на Балтийском заводе осталось в штатном расписании после перехода части сотрудников в новую самостоятельную организацию ЦКБ-18.
На заводе впервые была использована технология радиационного контроля: в 1933 году автор метода Лев Мысовский использовал свой γ-дефектоскоп для выявления дефектов литья в толстых металлических плитах к печам «Мигге-Перроя».
В 1934 году Балтийскому заводу было присвоено имя Серго Орджоникидзе, а с декабря 1936 года переименован в завод № 189 им. Орджоникидзе (ССЗ № 189) Наркомата судостроительной промышленности СССР.
В годы Великой Отечественной войны в условиях блокады Ленинграда завод превратился в главную ремонтную базу Балтийского флота, несмотря на гибель от голода и обстрелов сотен его работников. В 1941 году 614 человек из сотрудников завода были эвакуированы на другие предприятия. На территории завода были организованы цеха по изготовлению авиабомб, артиллерийских снарядов и бронеавтомобилей (81 БА-10 в сентябре — ноябре).
Во время войны на заводе строились баржи для снабжения окружённого Ленинграда через Ладогу по Дороге Жизни. Кроме этого, завод построил 20 малых тральщиков типа МТ-1 и 17 тральщиков типа МТ-2.

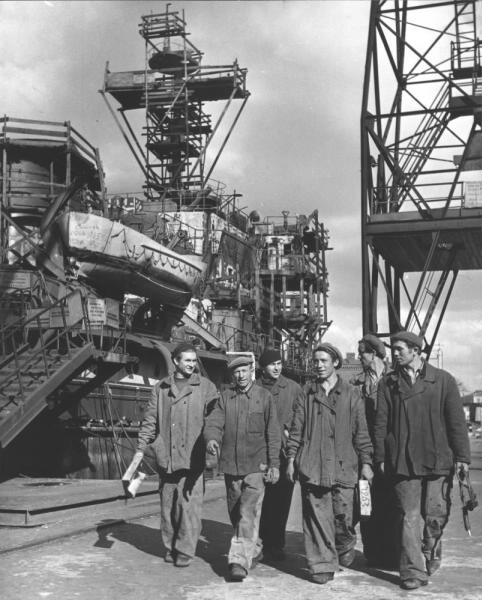
Корабелы Балтийского судостроительного завода идут на смену. 1952 г.

Из рабочих, инженерно-технических работников и служащих Балтийского завода были образованы пять воинских подразделений:
- 3-й стрелковый полк 2-й Свердловской дивизии ЛАНО;
- 274-й отдельный пулеметно-артиллерийский батальон (ОПАБ) (командир А. С. Медведников, комиссар Л. С. Волчегорский);
- 5-й Ленинградский партизанский полк (командир К. Н. Волович, комиссар Н. В. Сенкевич);
- истребительный батальон (командир П. И. Фофанский) ;
- партизанский отряд (командир А. А. Кузнецов, комиссар Б. С. Кравчевский).

12 мая 1956 года, в связи со 100-летием и отмечая заслуги завода в развитии отечественного судостроения, Президиум Верховного Совета СССР наградил предприятие орденом Трудового Красного Знамени.
В послевоенные годы завод начинает осваивать гражданское судостроение, со стапелей сходят танкеры, сухогрузы, рефрижераторы, научно-исследовательские суда и ледоколы. Полтора столетия завод строит технически сложные и уникальные для своего времени суда и военные корабли.
В 1959—1963 годах на Балтийском заводе была выпущена серия крупнотоннажных танкеров проекта 573: «Пекин», «Варшава», «Будапешт», «Прага», «Бухарест», «Улан-Батор», «Ургут». Размеры судов достигали 202,8 метра в длину, полное водоизмещение 40150 тонн, масса полезной нагрузки (дедвейт): 30900 тонн. В 1967 году на заводе переоборудуется научно-исследовательское судно «Космонавт Владимир Комаров», а в 1971 году — «Космонавт Юрий Гагарин». В 1977 году атомоход Арктика достигает Северного Полюса.
| Судостроение в СССР                                                                                               | Судостроение в СССР                        | Судостроение в СССР | Судостроение в СССР                   | Судостроение в СССР                                    |
| Название корабля                                                                                                  | Класс корабля                              | Год закладки        | Изготовитель                          | Примечания                                             |
| --- | ------------------------------------------ | ------------------- | ------------------------------------- | ------------------------------------------------------ |
| Д-1 Д-2 Д-3 | подводные лодки типа «Декабрист»           | 1927                | Б. М. Малинин                         | Длина 76 метров, водоизмещение 1055 / 1347 тонн        |
| «Анадырь» «Сахалин» «Север» «Сучан» «Свердловск» «Сталинград» «Смоленск» «Саратов» «Хабаровск» «Иртыш»            | грузо-пассажирские пароходы типа «Анадырь» | 1929 — 1932         |                                       | Длина 100,49 метров, водоизмещение 3554 брт            |
| Щ-301 Щ-302 Щ-303 Щ-304 Щ-101 Щ-104 Щ-105 Щ-108 Щ-111 Щ-112 Щ-115 Щ-117 Щ-118 Щ-203 Щ-122 Щ-124 Щ-204 Щ-306       | Подводные лодки типа «Щука»                | 1930 — 1933         | Б. М. Малинин                         | Длина 57 метров, водоизмещение 578 / 706 тонн          |
| П-1 П-2 П-3 | подводные лодки типа «Правда»              | 1931                | А. Н. Асафова                         | Длина 90 метров, водоизмещение 931 / 1685 тонн         |
| С-1 С-2 С-3 С-4 С-5 С-6 С-51 С-52 С-53                                                                            | подводные лодки типа «Средняя»             | 1934 — 1938         | Б. М. Малинин                         | Длина 77,7 метра, водоизмещение 828 / 1070 тонн        |
| Киров | крейсера проекта 26                        | 1935                | А. И. Маслов                          | Длина 191 метр, водоизмещение 7880 / 9436 тонн         |
| Максим Горький | крейсера проекта 26-бис                    | 1936                | А. И. Маслов                          | Длина 191,4 метра, водоизмещение 8177 / 9792 тонн      |
| Сметливый Стремительный Сокрушительный                                                                            | эскадренные миноносцы проекта 7            | 1936                | П. О. Трахтенберг                     | Длина 113 метров, водоизмещение 1657 / 2039            |
| К-54 К-55 К-56 | подводные лодки типа «Крейсерская»         | 1937                | М. А. Рудницкий                       | Длина 97,7 метров, водоизмещение 1490 / 2104 тонны     |
| Славный Суровый Сердитый                                                                                          | эскадренные миноносцы проекта 7-У          | 1939                |                                       | Длина 113 метров, водоизмещение 2256 / 2529            |
| Чкалов Чапаев | крейсера проекта 68-К                      | 1939                | А. И. Маслов                          | Длина 199 метров, водоизмещение 11130 / 14100 тонн.    |
| Свердлов Жданов Александр Суворов Адмирал Сенявин Дмитрий Пожарский                                               | крейсера проекта 68-бис                    | 1949 — 1952         | А. С. Савичев                         | Длина 210 метров, водоизмещение 13230 / 17890 тонн     |
| С-153 С-154 С-156 С-187 С-188 С-189 С-190 С-191 С-355 С-356 С-357 С-358 С-359 С-360 С-361 С-362 С-363 С-364 С-365 | подводные лодки проекта 613                | 1953 — 1956         | В. Н. Перегудов                       | Длина 76 метров, водоизмещение 1055 / 1347 тонн.       |
| К-156 К-85 | подводные лодки проекта 651                | 1960 — 1961         | А. С. Кассациер                       | Длина 86 метров, водоизмещение 3200 / 4307 тонн        |
| Киров Фрунзе Калинин Куйбышев                                                                                     | атомные крейсера проекта 1144              | 1973 — 1986         | Б. И. Купенский                       | Длина 250 метров, водоизмещение 23750 / 25860 тонн     |
| Иосиф Сталин Вячеслав Молотов Лазарь Каганович                                                                    | ледоколы проекта 51                        | 1935                | К. И. Боханевич                       | Длина 106,7 метра, водоизмещение 11242 тонн            |
| Арктика Сибирь Россия Советский Союз Ямал 50 лет Победы                                                           | атомные ледоколы проекта 10520             | 1972 — 1989         | А. Е. Перевозчиков, В. Я. Демьянченко | Длина 148—160 метров, водоизмещение 21000 / 25840 тонн |

## Современность

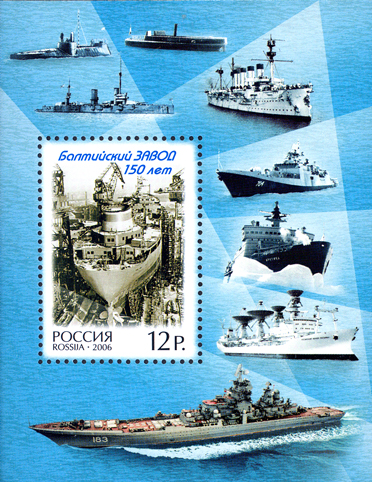
Почтовая марка России с кораблями Балтзавода, выпущенная в 2006 году к его 150-летию

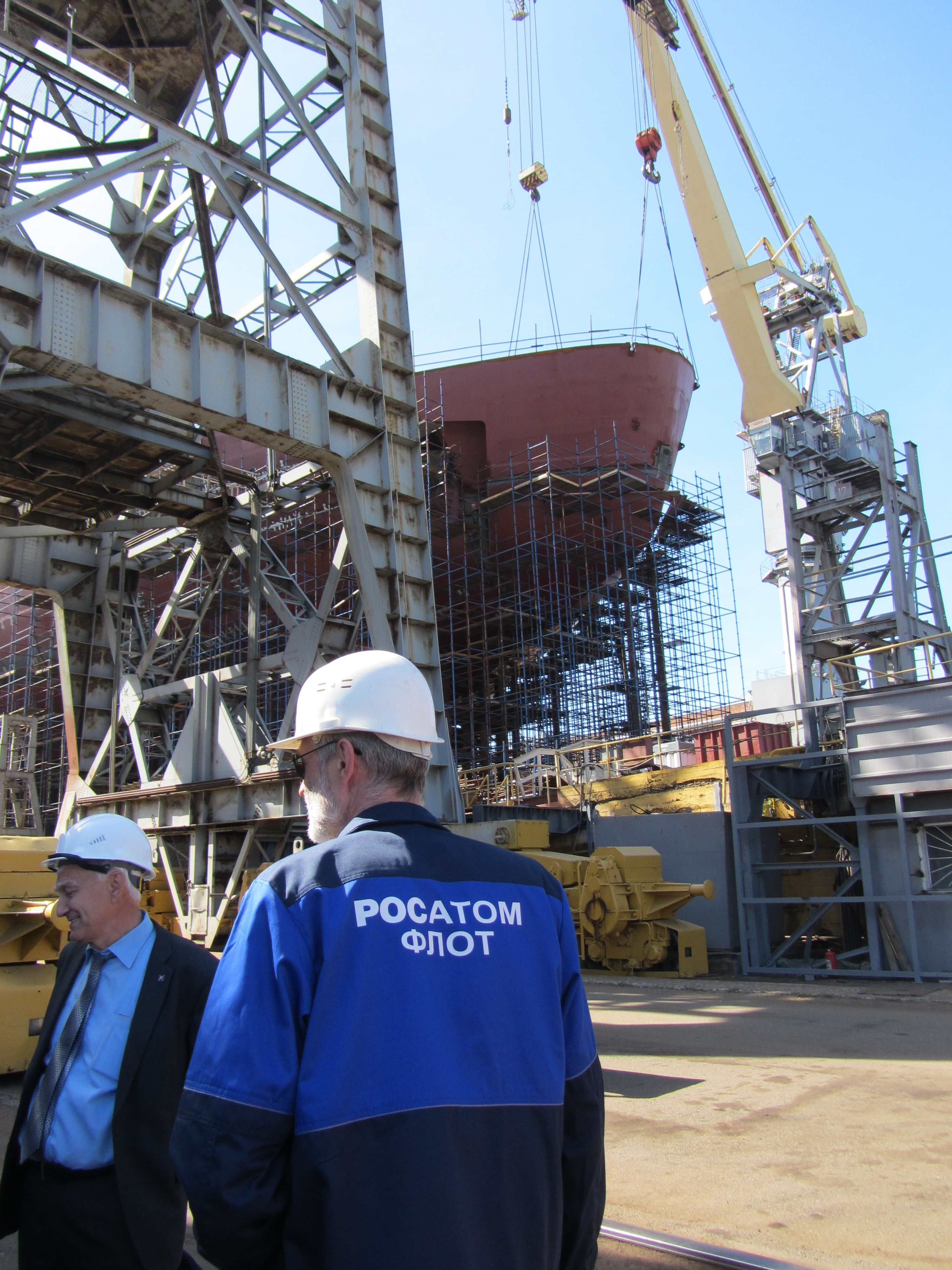
Строительство крупнейшего в мире атомного ледокола «Арктика», 2015 год

В 1992 году завод реорганизован в акционерное общество «Балтийский судостроительный завод».
Одним из важнейших направлений деятельности верфи является гражданское судостроение. Предприятие построило суда для крупных заказчиков из России, Германии, Нидерландов, Португалии, Норвегии, Швеции и других стран мира.
В начале XXI века Балтийский завод играет ведущую роль в возрождении отечественного ледокольного флота: в 2004 году завод выиграл международный тендер ФГУП «Росморпорт» на строительство серии современных дизель-электрических ледоколов для эксплуатации в акватории Финского залива. Были построены два дизель-электрических ледокола «Москва» и «Санкт-Петербург», последний был сдан заказчику в июне 2009 года Таким образом, впервые после 30-летнего перерыва на отечественной верфи была построена серия линейных дизель-электрических ледоколов. В 2007 году предприятием был сдан атомный ледокол «50 лет Победы».
В апреле 2004 года завод завершил выполнение крупнейшего международного заказа в области надводного кораблестроения — строительство серии фрегатов для Индии. В условиях сегодняшней рыночной конъюнктуры приоритетным направлением деятельности Балтийского завода является гражданское судостроение.
В последние годы предприятие реализовало ряд крупных международных гражданских заказов, в числе которых серия химических танкеров для немецкого заказчика и серия речных танкеров по контракту с нидерландской компанией. Балтийский завод ведёт строительство серии океанских судов для перевозки автомобилей-трейлеров по заказу норвежской компании и серии дизель-электрических ледоколов для Финского залива по заказу ФГУП «Росморпорт».
Завод выпускает широкий спектр изделий судовой энергетики и машиностроения, является поставщиком цветного и чёрного литья, как для оснащения кораблей и судов собственной постройки, так и для поставок другим верфям. С выходом на мировой судостроительный рынок Балтийский завод первым в стране начал комплексную модернизацию производства. В 2001—2004 годах предприятие запустило в промышленную эксплуатацию корпусообрабатывающий цех. Общий объём инвестиций в создание нового производства составил около $30 млн.
Предприятие строит универсальные атомные ледоколы проекта 22220 («Арктика», «Сибирь», «Урал»). В 2008—2018 годах на Балтийском заводе велись работы по постройке первой в мире плавучей атомной электростанции «Академик Ломоносов».
В мае 2020 года завод анонсировал строительство четвёртого атомного ледокола проекта 22220 («Якутия»). Заказчиком выступил «Атомфлот» — предприятие госкорпорации «Росатом». В 2022 году ледокол был спущен на воду и должен быть введён в эксплуатацию в декабре 2025 года. Пятым атомным ледоколом проекта 22220 станет судно «Чукотка», которое должно войти в строй годом позже.
| Судостроение в Российской Федерации | Судостроение в Российской Федерации                    | Судостроение в Российской Федерации | Судостроение в Российской Федерации                         | Судостроение в Российской Федерации                                                   |
| Название корабля                    | Класс корабля                                          | Год закладки                        | Изготовитель                                                | Примечания                                                                            |
| ----------------------------------- | ------------------------------------------------------ | ----------------------------------- | ----------------------------------------------------------- | ------------------------------------------------------------------------------------- |
| Talwar Trishul Tabar                | сторожевые корабли проекта 1135 фрегаты типа «Тальвар» | 1999 — 2000                         |                                                             | Длина 124,8 метра, водоизмещение 3620 / 4035 тонн. Экспортные поставки для ВМФ Индии. |
| Москва Санкт-Петербург              | ледоколы проекта 21900                                 | 2005 — 2006                         |                                                             | Длина 114 метров, водоизмещение 14300 тонн                                            |
| Виктор Черномырдин                  | ледокол проекта 22600                                  | 2012                                |                                                             | Длина 142,4 метра, водоизмещение 22258 тонн                                           |
| Арктика Сибирь Урал Якутия          | ледоколы проекта 22220                                 | 2013 — 2020                         | гл. конструктор ЦКБ «Айсберг» Владимир Михайлович Воробьёв. | Длина 172,7 метра, водоизмещение 32747 / 33540 тонн                                   |

## Производственные мощности
- Судостроительное производство.

Завод имеет три построечных места — два стапеля и эллинг, а также глубоководную достроечную набережную. Стапель «А» является самым большим в России (длина 350 метров) и позволяет осуществлять спуск на воду судов дедвейтом до 100 000 т. Для достройки судов на плаву используется плавучий кран «Демаг» грузоподъемностью 350 т, являющийся одним из самых крупных на Северо-Западе России. Длина достроечной набережной составляет 245 м, глубина у берега — 10 м, ширина — 15 м.
- Корпусообрабатывающее производство.

Обработка металлопроката и изготовление деталей производится в корпусообрабатывающем цехе, принятом в промышленную эксплуатацию в 2001—2003 гг. Цех способен обрабатывать до 60 тыс. тонн металла в год.
- Сборочно-сварочное производство.

Изготовление секций корпусов судов производится в сборочно-сварочном цехе. Крановое оборудование четырёхпролётного цеха позволяет изготавливать секции весом до 120 т.
- Достроечно-малярное производство.

Покраска секций судов и изделий машиностроения производится в современной малярной камере площадью более 1000 м².
- Судомонтажное производство.

Оборудование и производственные мощности судомонтажного цеха Балтийского завода обеспечивают полный цикл изготовления и монтажа судовых трубопроводов из стальных, нержавеющих и медных сплавов. Восемь специализированных участков производства оснащены специальными стендами для испытания, промывки и наладки блоков, узлов, агрегатов и систем гидравлики. В цехе имеется участок агрегатирования с двумя мостовыми кранами г/п 100/20т.
- Гребные винты.

Завод изготавливает гребные винты фиксированного шага, лопасти и детали винтов регулируемого шага диаметром: до 8000 мм и массой до 50000 кг — из бронзы и латуни; диаметром до 2500 мм и массой до 2500 кг — из углеродистых и нержавеющих сталей для крупнотоннажных танкеров, контейнеровозов и пассажирских судов, всех типов кораблей ВМФ, атомных ледоколов, быстроходных катеров, включая патрульные суда.
- Дейдвудные устройства

Предприятие производит дейдвудные устройства из углеродистых, нержавеющих и маломагнитных сталей диаметром до 1 100 мм, длиной до 11 000 мм и массой до 31 000 кг. Изделия соответствуют требованиям по охране окружающей среды, вибро- и ударостойкости.
- Металлургическое производство

Плавильное оборудование Балтийского завода позволяет получать отливки: фасонные из бронз, латуней, серого чугуна массой до 70 тонн; из сталей массой до 2,5 тонн; ЛВМ — до 5 кг; центробежным способом из бронз и латуней — диаметром до 900 мм, длиной до 6000 мм. Литейное производство изготавливает изделия судового и общего машиностроения для собственных нужд, по заказам верфей и судостроительных заводов.
- Котельное оборудование

Балтийский завод производит котлы блочной конструкции малых габаритов и с высоким КПД для военных кораблей и судов гражданского флота. Также изготавливает котлы для стационарной энергетики, которые используются для выработки перегретого и насыщенного пара, горячей воды для энергетических установок и технологических нужд предприятий, для повышения экономичности энергетических установок (газотурбинных, дизельных), утилизации тепла от различных производств.
- Теплообменное и ёмкостное оборудование

Балтийский завод изготавливает теплообменное и ёмкостное оборудование из нержавеющих сталей и титановых сплавов для атомной и стационарной энергетики, химической, нефтегазовой и других отраслей промышленности. Завод включен в реестр аккредитованных поставщиков концерна «Росэнергоатом» и имеет лицензию Ростехнадзора России на право изготовления оборудования для атомных станций.
- Железнодорожная сеть с паромной переправой

В собственности завода с 1873 года имеется сеть железнодорожных подъездных путей колеи 1520 мм на Васильевском и Гутуевском островах в Санкт-Петербурге. Она соединена с сетью Российских железных дорог на станции Новый Порт. Основное отличие системы от других сетей подъездных путей в том, что большая её часть расположена на острове и связана с «большой землёй» только посредством паромной переправы. В годы максимального развития кроме Балтийского сеть обслуживала также соседние предприятия на Васильевском острове и часть Адмиралтейских верфей, расположенную на Галерном острове.

## Санкции
30 июля 2014 года Балтийский завод внесён в санкционный список США.
15 марта 2022 года, на фоне вторжения России на Украину, Балтийский завод был включен в санкционный список всех стран Евросоюза
8 апреля 2022 года Минфин США внёс завод в расширенный санкционный список. 21 февраля 2024 года завод включён в санкционный список Канады против организаций связанных с военно-промышленным комплексом.Также завод внесён в санкционные списки Швейцарии, Украины и Японии